# Natura 2000-område nr. 170 Kirkegrund
Natura 2000-område nr. 170 Kirkegrund  er et Natura 2000-område i Smålandsfarvandet der består af habitatområde nr. H149 og  har et areal på  1.761 km². 
Natura 2000-området ligger   i Vandområdedistrikt II Sjælland  i vandplanomåde 2.5 Smålandsfarvandet..

## Områdebeskrivelse
Kirkegrund er beliggende centralt i den dybe del af Smålandsfarvandet og er den yderste
af de grunde, der strækker sig ud fra Knudshoved Odde. Natura 2000-området er et havområde, der er udpeget for at beskytte de marine naturtyper rev, sandbanke samt bugter og vige. Området er præget af rev, der markant stiger op over den mere jævne havbund, og i mindre omfang sandbanker. Revene er beskyttet mod fiskeri med bundslæbende redskaber.  Revet består overvejende af sten i meget forskellige størrelser og tætheder omgivet af sandbund. De mange sten i området danner grundlag for et rigt og varieret dyreliv og undervandsvegetation, hvor især store rødalger og blåmuslinger er dominerende. Området er et vigtigt fødesøgningsområde for fisk og andre marine dyr. Den største trussel mod revet er i dag den næringsstofbelastning, der ses i alle farvande. 
Da området er beliggende udenfor 3 sømilegrænsen,  er  der udenlandske fiskeriinteresser involveret, der skal reguleres gennem EU-kommissionen.